# Ријалити-телевизија
Ријалити-телевизија је жанр телевизијског програма који приказује сцене из стварног живота људи: њихове обичаје, понашања, облачење, интелигенцију, ставове и друго. Дошао је до изражаја крајем 1990-их и почетком 2000-их глобалним успехом серија Сурвајвор, Идол и Велики брат, које су постале глобалне франшизе.

## Стваран живот пред камерама
Телевизијски продуценти у свету су схватили да ријалити-шоу привлачи гледаоце, зато што су људи испред камера исти или бар слични као они. Због тога се у свету води битка која ће станица привући више гледалаца оваквим емисијама, тако да се понекад прелазе и границе доброг укуса. Док Велики брат снима људе 100 дана 24 часа дневно, без права на приватност, неке друге ријалити емисије замењују жене по кућама, затварају популарне личности без воде и хране на пусто острво, мењају лични опис кандидата, шаљу на путовања око света.

## Ријалити-телевизија у Србији
У Србију су овај телевизијски жанр донеле продукцијске куће Емошон и Адреналин, док су је након промене власти 2012. године, преузеле Pink Media Group и Happy TV doo. Неке од најпознатијих ријалити-шоу серијала су:
- 3К дур (3К)
- Скривена камера: Пази намештаљка (Пинк, Кошава, Прва)
- Хоћеш — Нећеш (3К)
- Идол (БК ТВ)
- Летећи старт (Пинк)
- Мис Кошава (Кошава)
- Циркус Воајер (Кошава)
- Звезда улице (Пинк)
- Удар (3К)
- Једноставан живот (РТС 1, Пинк, Б92, Прва)
- (Не)могућа мисија (Пинк)
- 48 сати свадба (РТС 1, Пинк, Хепи, Прва)
- Шоутајм (Кошава)
- Све за љубав (Пинк)
- Мењам жену (Пинк, Хепи)
- Велики брат (Б92, Пинк, Прва)
- Звезде Гранда (Пинк/Прва)
- Плесом од снова (Пинк)
- Кућа снова (Б92)
- Сурвајвор Србија (Прва/Нова)
- Операција Тријумф (Б92)
- Фарма (Пинк/Народна ТВ)
- У туђој кожи (FOX/Пинк/Б92)
- Форт бојард (Прва)
- Ја имам таленат! (Пинк/РТС 1)
- Луда кућа (Кошава/Хепи)
- Маме у штрајку (Прва)
- Моја десна рука (Прва)
- Звезде Гранда специјал (Пинк/Прва)
- Папарацо лов (Пинк)
- Изнајми звезду (Хепи)
- Радна акција (Прва)
- Моје ново Ја (Прва)
- Хепи Старс (Хепи)
- Телефон (Пинк)
- Ништа за сакрити (Пинк)
- Шопинг холичарке (Пинк)
- Срећна звезда (Хепи)
- Шоу снова (Пинк)
- Пут око света Дуле и Радојка (Пинк)
- Лутајућа камера (Пинк/Гранд)
- Парови (Хепи)
- Двор (Пинк)
- Малдиви (Хепи)
- Академија дебелих (Пинк)
- Витезови из блата (Пинк)
- Дођи на вечеру (Прва)
- Паклена кухиња (Прва)
- Домаћине, ожени се! (Прва)
- Прељубници (Пинк)
- Породичне тајне (Прва)
- Моја велика свадба (Пинк/Прва)
- Брачни судија (Пинк)
- Први посластичар Србије (Пинк)
- Први кувар Србије (Пинк)
- Судница (Пинк)
- Српска посла (Пинк)
- Балканске преваре (Пинк)
- Фамилија намештаљка (Пинк)
- 3 пута да (Пинк)
- Ђавоља вечера (Пинк)
- ДНК (Пинк)
- Необјављене приче (Пинк)
- Проводаџија (Хепи)
- Твоје лице звучи познато (Прва)
- Икс Фактор (Пинк/Прва)
- Пинкове звезде (Пинк)
- Кућа од срца (Б92/Пинк)
- Моја кухиња моја правила (Б92)
- Наткувавање (Хепи)
- Сами у тами (Прва)[4]
- Судбине (Хепи)
- Српски топ-модел (Прва)
- Плес са звездама (Прва)
- Снајке (Хепи)
- Никад није касно (Прва)
- 12 величанствених (Пинк)
- Хроника Фешун Вика (Пинк)
- Моја мама кува боље од твоје (Прва)
- Радна акција са Тамаром (РТС 1/Прва)
- Адријас топ модел (Пинк)
- Задруга (Пинк)
- Тренутак из сна (Пинк)
- Ко ти прави свадбу? (Прва)
- Брак на невиђено (Пинк)
- Летњи камп (Хепи)
- Папарацо (Гранд)
- Стоперка (Хепи)
- Моја дедовина (РТС 1)
- Питам за друга (Ред)
- Шпиц (Ред)
- Шлиз (Ред)
- Редајка (Ред)
- Адактарови (Пинк)
- Савршена вечера (Нова)
- Цеца-шоу (Блиц)
- Највећи губитник (Нова)
- Свадба од милион евра (Хепи)
- Весеље од милион евра (Хепи)
- Секси савета (Ред)
- Мастершеф Србија (Прва)
- Узбуна (Б92)